# Саранова Віра Олександрівна
Віра Олександрівна Саранова (нар. 15 березня 1950, Київ, УРСР, СРСР) — українська акторка театру та кіно. Членкиня Національної спілки кінематографістів України.

## Життєпис
Народилась 15 березня 1950 року в Києві в родині інженера.
Закінчила Київський державний інститут театрального мистецтва ім. І.Карпенка-Карого.
З 1970 року працює на Київській кіностудії ім. О. П. Довженка.

## Фільмографія
- 2006 — «Солодкі сни»
- 1995 — «Страчені світанки» — епізодична роль
- 1991 — «Особиста зброя» — секретарка Разинської
- 1990 — «Повернення в Зурбаган» — епізодична роль
- 1989 — «Поїзд без посмішок» — Маргарита
- 1989 — «Ім'я твоє» — епізодична роль
- 1988 — «Нові пригоди янкі при дворі короля Артура» — епізодична роль
- 1988 — «Автопортрет невідомого» — епізодична роль
- 1985 — «Побачення на Чумацькому шляху» — дівчина на переправі
- 1984 — «Володчине життя» — лікарка у шпиталі
- 1984 — «За ніччю день іде» — Дора
- 1984 — «В лісах під Ковелем» — Маруся Коваленко
- 1983 — «Климко» — жінка на базарі
- 1982 — «Повернення Баттерфляй» — співачка
- 1981 — «Осіння дорога до мами» — Марія, продавчиня у сільмазі
- 1980 — «Неспокійне літо» — епізодична роль
- 1980 — «Овід» — епізодична роль
- 1979 — «Чекайте зв'язкового» — перекладачка в гестапо
- 1976 — «Час — московський» — епізодична роль
- 1975 — «Іспит» — епізодична роль
- 1974—1977 — «Народжена революцією» — Віра
- 1971 — «Людина в прохідному дворі» — Рая Познанська